# Л'Ил Кадје (Квебек)
Л'Ил Кадје (фр. L'Île-Cadieux) је град у Канади у покрајини Квебек. Према резултатима пописа 2011. у граду је живело 105 становника.

## Становништво
Према резултатима пописа становништва из 2011. у граду је живело 105 становника, што је за 18,0% мање у односу на попис из 2006. када је регистровано 128 житеља.
| 2006. | 2011. |
| ----- | ----- |
| 128   | 105   |